# Градац (археолошко налазиште)
Градац је неолитски археолошки локалитет који се налази на природном узвишењу близу села Злокућана, код ушћа Јашуњске реке у Јужну Мораву. За овај локалитет одавно постоји најшире интересовање како наших тако и иностраних истраживача праисторије.  Археолошка ископавања овог налазишта започела су 1909. године. Откривено је насеље збијеног типа, ограничено са свих страна стенама, с југа се налази сухозид и ограда од палисада. Зграде су поређане по терасама. На овом локалитету откривена је и важна теракота, која је фрагментована, али је очувана глава која има људске црте лица и јеленске рогове.
Материјал нађен на Грацу припада винчанско-плочничкој фази али садржи и елементе раног бронзаног доба. Горњи слојеви припадају Бубањ-Хум култури. Појава елемената ове културе у Лесковачком Поморављу упућује на померање племена са краја неолитске епохе из Доњег Подунавља и Румуније у правцу југа и југозапада.
У животу праисторијског Градца интересантан проблем представља материјал латенског периода, последњих векова пре нове ере у Лесковачком поморављу. У Градцу су пронађени типично келтски налази, који се везују за период последњих векова пре нове ере,  ако не и последњег века п. н. е. Није још увек разјашњено да ли се ради о траговима келтског присуства на Градцу приликом њиховог продора на југ (280-279 г. п.н.е) или о каснијим појавама утицаја Скордиска, који су се настанили на тлу Србије, на обали Саве и Мораве.

## Положај Градца
Сматра се да су становници праисторије у крајевима Лесковачке котлине са њеним граничним планинама бирали за своје насељавање нарочито доминантне завршнице планинских коса. Брег Градац свакако је једна од њих. Брег се налази јужно од Величковаца, групе кућа на обали Јужне Мораве и западно од Злокућана. Он је Јашуњском речицом заокружен са источне и северне стране и падине су му према тој речици веома стрме. Са запада, испод брега тече Јужна Морава те је са три стране окружен водом. Једино му је нешто блажи приступ из правца југа по венцу рида чија је крајња тачка Градац. На врху брега налази се плато од 262 m надморске висине који има благи пад ка северозападу. Како је надморска висина по дну Мораве на овом месту негде око 214 m сам брег је висок само 48 m. Плато Градца има правоугаони облик дужине око 300 m а ширине испод 100 метара. Из оваквог доминатног положаја произашао је низ предности овог праисторијског насеља у тадашњим условима. Једна од њих је велика природна безбедност насеља. Стрме падине брега саме по себи пружају веома добру заштиту платоа. Уз то, водени токови који опкољавају брег били су, у оно време, знатно већи но данас те су додатно отежавали приступ. Са брега постоји јако добар преглед целог Лесковачког поља и великог дела залеђа те се веома лако и брзо могло уочити кретање непријатеља и на време припремити одбрана. Овакав положај пружао је и одличне услове за сигналисање.  Насеље је под ногама имало реку препуну риба која је вероватно на трпези ондашњег човека заузимала најважније место. Рибе је било у обиљу и у Јашуњској реци. Сматра се да су становници за хватање риба користили мреже са теговима од печене глине. Сем тога житељи Градца и Ћилера, суседног праисторијског насеља на десној обали Јашуњске реке, између данашњих села Злокућана и Градца (могућег предграђа Градца као утврде) имали су источно од Мораве најнижу дилувијалну терасу, моћног активног слоја земље, која и данас чини родна поља села Злокућана и Јашуње, па су могли неговати житарице које су се у њихово време сејале. Прибрежни појас између Јужне Мораве и Јашуњске реке као и шуме Бабичке Горе и њене подгорине пружале су добре услове за лов.
Уз овакав положај и повољне услове за обезбеђивање егзистенције Градац, као праисторијско насеље, имало је дуг век.  
Није јасно када је престао да живи Градац а са њим и Ћилер, насеље у његовом подножју. Ако би Келтски налази припадали утицају Скордиска, онда је он могао живети све до освајања Лесковачке котлине од стране Римљана, прептрпевши пре њих и утицај дачке културе, чији су трагови нађени у Великом Трњану, али не и у Градцу.

## Галерија
- Фигурина мајке са дететом од гипса из периода млађег неолита (5700-4700 година п. н. е.). Пронађена је на овом локалитету и део је праисторијске збирке Народног музеја у Лесковцу.
- Статуа Јуноне од бронзе из периода 2-3 век. Пронађена је на овом локалитету и део је античке збирке Народног музеја у Лесковцу.